# Raul VIII de Beaumont-au-Maine

Brasão de Armas da Casa de Beaumont.

Raul VIII de Beaumont-au-Maine visconde de Sainte-Suzanne  e de  Beaumont-au-Maine (c. 1190 - 1238 ou 1239) 

## Relações familiares
Foi filho de Ricardo I de Beaumont e de Luce de Laigle. Casou com Inês de quem teve:
1. Inês de Beaumont-Maine (12 de Fevereiro de c. 1225 – 9 de Maio de 1301), viscondessa de Beaumont, Senhora de Flèche, Sainte-Suzanne, de Lude e de Château-Gontier. Casou em 12 de Fevereiro de 1253 com Luís de Brienne, (Luis d' Acra) visconde de Beaumont, filho de João I de Brienne, Imperador com Balduíno II do Império Latino de Constantinopla de 1231 a 1237, visconde de Beaumont e barão de Sainte-Suzanne.
2. Ricardo II de Beaumont ( ? - 17 de Setembro de 1242), sucedeu ao seu pai no comando dos seus feudos.
3. Raul de Beaumont, ( ? - 1218)
4. Guilherme de Beaumont ( ? - 1241 ou 1242), foi feito Cavaleiro em 1236.